# HEK-Zellen

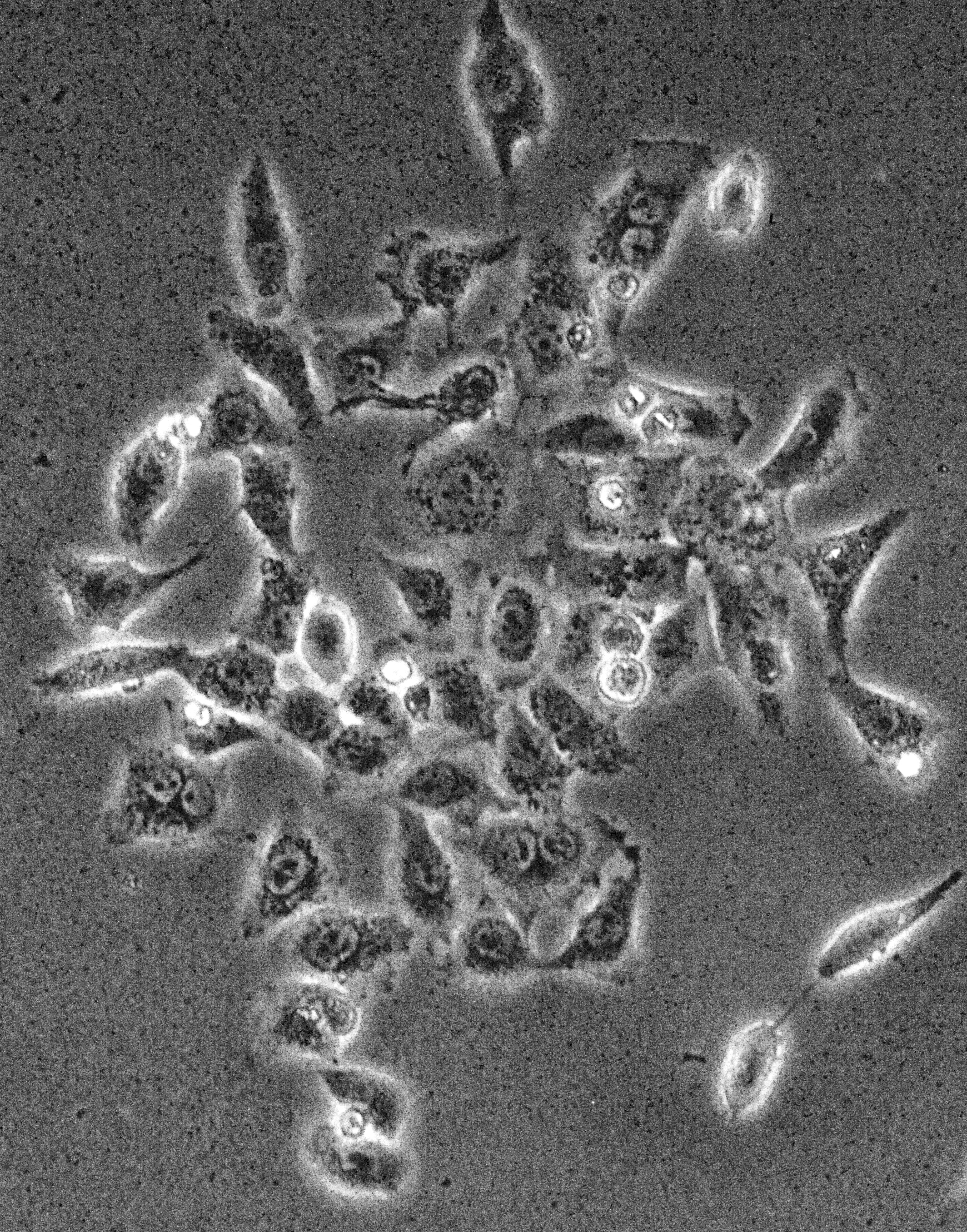
Adhärente, auf der Oberfläche wachsende HEK-293-Zellen in Kultur

HEK-Zellen ist die abgekürzte Bezeichnung für „Human Embryonic Kidney“-Zellen, menschliche embryonale Nierenzellen (HEK). Diese Zelllinie wird auch als HEK-293 oder 293-Zellen bezeichnet. HEK-Zellen werden in der Zellbiologie seit vielen Jahren als vergleichsweise einfach zu handhabende Zelllinie eingesetzt.
Die HEK-293-Zelllinie (bzw. Varianten) wird oft bei der Entwicklung von Virenimpfstoffen, Chemotherapeutika sowie zur Produktion von rekombinanten Adenovirus-Vektoren verwendet.
Der ATCC-Code (American Type Culture Collection) ist CRL-1573.

## Geschichte
Die HEK-293-Zelllinie wurde in den 1970er Jahren generiert. 1977 wurde eine diesbezügliche Publikation durch die Arbeiten des damaligen Postdoc Frank L. Graham am Labor von Alex J. van der Eb der Universität Leiden veröffentlicht. Hierbei wurden humane embryonale Nierengewebezellen mit DNA-Bruchstücken (gescherte DNA) von menschlichen Adenoviren (Adenovirus 5) transfiziert. Ein etwa 4,3 kB großes DNA-Fragment des Adenovirusgenoms gelangte durch den Prozess ins Chromosom 19 (19q13.2), welches für die viralen Proteine E1A und E1B kodiert. Der genaue Ursprung der Nierengewebezellen ist nicht bekannt, sie stammen aber wahrscheinlich aus der Niere eines 1973 abgetriebenen gesunden Fötus. Die Nummer 293 geht auf die Experimentnummer von Graham zurück.
Die ursprüngliche HEK-Zelllinie ist mit HeLa-Zellen kontaminiert und wird nicht mehr verwendet.

## Eigenschaften
HEK-293 ist eine bestehende humane Zelllinie, die gut in serumfreien Medien kultiviert werden kann. Ihre Zellen wachsen adhärent, also auf festen Oberflächen. 
HEK-293-Zellen haben einen komplexen Karyotyp mit zahlreichen Besonderheiten. Die Zellen enthalten zwei oder mehrere Kopien jedes Chromosoms. Die Chromosomenanzahl beträgt zwischen 56 und 78, bei etwa einem Drittel der Zellpopulation 64 (modale Chromosomenanzahl der Zelllinie). Da insgesamt weniger als die dreifache Menge an Chromosomen (triploid) im Vergleich zu einer menschlichen haploiden Geschlechtszelle vorhanden ist, wird in der Literatur der Karyotyp als hypotriploid oder pseudotriploid bezeichnet.
Innerhalb der Zelllinie variiert die Kopienzahl der Chromosomen X, 1, 6, 11, 17, 18, 20 und 21, das Y-Chromosom fehlt dagegen. Dies lässt darauf schließen, dass der Embryo, aus dem die Zellen ursprünglich gewonnen wurde, weiblich war.

## Bedeutung in der Forschung
Da die Zellen künstlich transformiert wurden, sind HEK-Zellen als Modell nur bedingt tauglich. Dies wird aber wettgemacht durch die Einfachheit, mit der die Zelllinie kultiviert und transfiziert werden kann. Solange mehr das Verhalten der Komponenten innerhalb der Zelle als das Verhalten der Zelle an sich von Interesse ist, sind HEK-Zellen als Studienobjekt gut geeignet.
HEK-Zellen sind insbesondere für die Virologie von Interesse. Sie exprimieren die für die Virusvermehrung notwendigen Adenovirus-Gene E1A und E1B, wodurch sie zur Vermehrung replikationsinkompetenter Adenoviren geeignet sind. Dies findet beispielsweise Anwendung bei der Produktion des Vektorimpfstoffes Vaxzevria, ein COVID-19-Impfstoff.
Eine bestimmte Variante der HEK-293-Zellen, die 293T-Zellen, exprimiert zusätzlich das Große T-Antigen aus SV40 („SV40 large T-Antigen“), welches die DNA-Replikation von episomalen, viralen Plasmiden mit dem entsprechenden viralen Replikationsursprung (in dem Falle der von SV40) ermöglicht. Diese auch als Episome bezeichneten Plasmide integrieren nicht ins Genom der Wirtszelle, sondern verbleiben in dessen Zellkern, werden aber bei der Zellteilung repliziert. Somit lassen sich bestimmte Retroviren, wie beispielsweise Lentiviren, oder auch DNA-Viren, in 293T-Zellen vermehren. In der Folge werden Untersuchungen der Grundlagenforschung zu Bindung, Infektion und Replikation von etlichen Viren (z. B. Humane Papillomviren) in 293T-Zellen durchgeführt. HEK-293E-Zellen besitzen EBNA1, das die Replikation des Replikationsursprungs des Epstein-Barr-Virus steuert.
Eine schnell wachsende Variante ist die 293F-Zelllinie. Eigenschaften der T- und der F-Zelllinie können auch kombiniert werden, beispielsweise als 293FT-Zelllinie.